# Štefan Zajac (fotbalista)
Štefan Zajac (* 11. dubna 1961) je bývalý slovenský fotbalista.

## Fotbalová kariéra
Hrál za ZŤS Košice, VTJ Tábor, Slavii Praha a ZVL Žilina. V československé lize nastoupil v 66 utkáních a dal 12 gólů.

## Ligová bilance
| Ročník                                   | Zápasy | Góly | Klub         |
| ---------------------------------------- | ------ | ---- | ------------ |
| 1. československá fotbalová liga 1980/81 | 5      | 0    | ZŤS Košice   |
| 1. československá fotbalová liga 1983/84 | 11     | 0    | Slavia Praha |
| 1. československá fotbalová liga 1984/85 | 4      | 1    | Slavia Praha |
| 1. československá fotbalová liga 1984/85 | 14     | 3    | ZVL Žilina   |
| 1. československá fotbalová liga 1985/86 | 24     | 8    | ZVL Žilina   |
| 1. československá fotbalová liga 1986/87 | 8      | 0    | ZVL Žilina   |
| CELKEM                                   | 66     | 12   |              |